# تاشتاغول
تاشتاغول (بالروسية: Таштагол) هي إحدى مدن روسيا في مقاطعة كيمروفسكايا.

## أعلام
- أندري سوبوليف
- كريستينا باول